# Kurodadrillia
Kurodadrillia là một chi ốc biển, là động vật thân mềm chân bụng sống ở biển trong họ Turridae.

## Các loài
Các loài thuộc chi Kurodadrillia bao gồm:
- Kurodadrillia habui Azuma, 1975[2]